# Натрит
Натрит — минерал (англ. natrite), безводный карбонат натрия — Na2CO3. Существует в природе только в недрах в засушливых районах. Поднимаясь на поверхность, присоединяет воду и переходит сначала в термонатрит (Na2CO3 · H2O), а далее в натрон (соду) (Na2CO3 · 10H2O).